# Tigranes II
Tigranes II, zwany później Wielkim (ur. 138, zm. 55 p.n.e.) – król Armenii w latach 95–55 p.n.e. z dynastii Artaksydów. Syn Tigranesa I lub Artawazdesa I. Za jego czasów Armenia uzyskała status mocarstwa.

## Panowanie

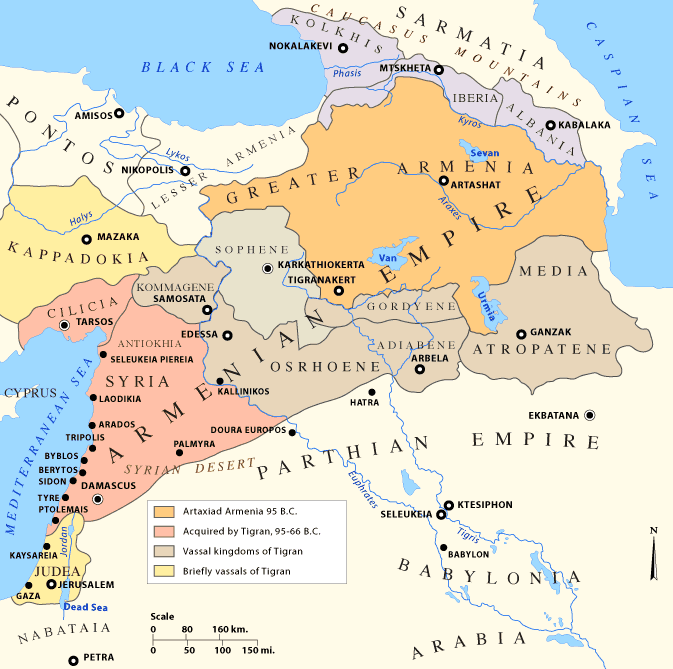
Imperium Tigranesa Wielkiego

Wychował się na dworze króla Partii, Mitrydatesa II, gdzie przebywał jako zakładnik. Po powrocie do kraju i przejęciu władzy przystąpił do poszerzania granic swojego królestwa. Został władcą dzięki poparciu Partów. Doprowadził państwo do znacznej potęgi, którą umocnił sojuszem z królem Pontu Mitrydatesem VI Eupatorem. Przypieczętował przymierze małżeństwem z jego córką, Kleopatrą. Na początku panowania anektował znaczne obszary państw Partów i Seleucydów. Dążył do rozszerzenia swego panowania w całej Azji Mniejszej. Wykorzystując osłabienie państwa Partów opanował północną Mezopotamię i Medię Atropatene. W 83 roku p.n.e. doprowadził do upadku państwo Seleucydów podporządkowując sobie Syrię, Cylicję i Fenicję.
Stolicę państwa ustanowił w Tigranocercie. Przyjął tytuł króla królów. 
W 72 roku p.n.e., gdy Rzymianie wypędzili Mitrydatesa Eupatora, Tigranes udzielił mu azylu i odmówił jego wydania. W odpowiedzi armia pod dowództwem Lukullusa wkroczyła do Armenii i dwukrotnie pokonała wojska Tigranesa II (w 69 i 68 r. p.n.e.). W 69 p.n.e. został pokonany pod Tigranocertą przez wojska Lukullusa. Przed kompletną katastrofą ocalił Ormian bunt legionistów i odwołanie Lukullusa do ojczyzny.
W 66 p.n.e. Pompejusz Wielki zmusił starzejącego się Tigranesa do kapitulacji, ale potraktował go łaskawie i zwrócił mu resztki królestwa w zamian za daninę w wysokości 6000 talentów srebra. Tigranes zachował tylko tron Armenii, zrzekając się zdobytych ziem.